# 潟湖區 (科特迪瓦)
5°56′N 4°13′W / 5.933°N 4.217°W
潟湖區（法語：District des Lagunes），是科特迪瓦的14個行政區之一，位於該國南部，首府設於達布，面積23,280平方公里，2014年人口1,478,047，人口密度为每平方公里63人。得名自埃布里耶潟湖。2011年科特迪瓦行政区划调整时建立，由原潟湖區及阿涅比区组成，而阿比让自治区则被单独划分出去。

## 行政区划
潟湖区由三个大区组成：
- 阿涅比大區
- 大橋大區
- 拉梅大區